# 山内広
山内 広（廣、やまうち ひろし、1907年（明治40年）9月16日 - 1974年（昭和49年）5月21日）は、昭和期の労働運動家、政治家。衆議院議員。

## 経歴
北海道室蘭郡室蘭町（室蘭区を経て現室蘭市）で生まれる。4歳の時に函館市に転居。1925年（大正14年）北海道庁立函館商業学校（現北海道函館商業高等学校）を卒業。
鉄道省に入省し函館駅貨物掛に就任。大山郁夫の演説に感銘を受け、1929年（昭和4年）濱口内閣の官吏減俸政策への職場の反対運動を主導した。太平洋戦争中に函館駅助役館俊三らと社会主義研究グループを結成し、戦後の労働運動解禁を受けて指導者となる。1946年（昭和21年）函館地方労働組合会議議長に就任。1947年（昭和22年）北海道議会議員に当選し1959年（昭和34年）まで3期在任した。この間、国鉄労働組合函館地方評議会書記長、同中央委員、労働者農民党北海道地方本部執行委員長なども務めた。労働者農民党が日本社会党に合同し同党に所属した。
1960年（昭和35年）11月の第29回衆議院議員総選挙で北海道第3区から館俊三の後継として日本社会党所属で出馬して当選。以後、第31回総選挙まで連続3回当選。1969年（昭和44年）12月、第32回総選挙で社会党が北海道第3区で初の2人公認としたため共倒れで落選した。この間、日本社会党外交防衛政策副委員長、同北海道開発委員長、同内閣部会長、同綱紀粛正特別委員会事務局長、同公社公団等対策特別副委員長、同朝鮮問題特別副委員長、同寒冷地対策特別副委員長、国鉄労組顧問などを務めた。
1971年（昭和46年）函館市長選挙に出馬したが落選。国政への復帰を目指したが社会党の公認を得られず、1972年（昭和47年）に政界を引退。その後、北海道選挙管理委員会委員となる。